# Горнє Биляне
Горнє Биляне (хорв. Gornje Biljane) — населений пункт у Хорватії, у Задарській жупанії у складі міста Бенковаць.

## Населення
Населення за даними перепису 2011 року становило 170 осіб.
Динаміка чисельності населення поселення:

## Клімат
Середня річна температура становить 13,78 °C, середня максимальна – 28,22 °C, а середня мінімальна – 0,10 °C. Середня річна кількість опадів – 907 мм.
| Клімат поселення                              | Клімат поселення | Клімат поселення | Клімат поселення | Клімат поселення | Клімат поселення | Клімат поселення | Клімат поселення | Клімат поселення | Клімат поселення | Клімат поселення | Клімат поселення | Клімат поселення | Клімат поселення |
| Показник                                      | Січ.             | Лют.             | Бер.             | Квіт.            | Трав.            | Черв.            | Лип.             | Серп.            | Вер.             | Жовт.            | Лист.            | Груд.            |                  |
| Середній максимум, °C                         | 10,11            | 10,84            | 13,69            | 16,88            | 21,72            | 25,56            | 28,22            | 27,89            | 23,62            | 19,22            | 13,72            | 10,88            |                  |
| Середня температура, °C                       | 5,10             | 5,84             | 8,67             | 11,87            | 16,72            | 20,57            | 23,74            | 23,40            | 19,14            | 14,73            | 9,22             | 6,39             |                  |
| Середній мінімум, °C                          | 0,10             | 0,85             | 3,67             | 6,87             | 11,71            | 15,56            | 19,26            | 18,90            | 14,64            | 10,24            | 4,74             | 1,92             |                  |
| Норма опадів, мм                              | 75               | 67               | 71               | 75               | 67               | 60               | 36               | 52               | 96               | 105              | 109              | 94               |                  |
| Середньомісячна швидкість вітру, м/с          | 2.66             | 2.80             | 2.98             | 2.86             | 2.51             | 2.30             | 2.32             | 2.20             | 2.39             | 2.51             | 3.00             | 2.93             |                  |
| Середньомісячна сонячна радіація, кДж/м²·день | 5058             | 7776             | 11355            | 16161            | 20254            | 22482            | 24162            | 21096            | 15551            | 9873             | 5441             | 4326             |                  |
| --------------------------------------------- | ---------------- | ---------------- | ---------------- | ---------------- | ---------------- | ---------------- | ---------------- | ---------------- | ---------------- | ---------------- | ---------------- | ---------------- | ---------------- |
| Джерело:                                      |                  |                  |                  |                  |                  |                  |                  |                  |                  |                  |                  |                  |                  |